# اگر نمی‌تونم تو رو داشته باشم
"اگر نمیتونم تو رو داشته باشم" آهنگی ساخته شده توسط خواننده کانادایی شان مندز است. این آهنگ در ۳ مه سال ۲۰۱۹ به عنوان تک آهنگ توسط آیلند رکوردز منتشر شد.
موزیک ویدیو این آهنگ همان روز منتشر شد.

## زمینه
مندز به زین لاو در نمایش رادیویی بیتس۱ گفت که از ۴۵ آهنگی که در شش ماه گذشته نوشته‌است که از لحاظ سبک «همهٔ سبک ها» و دارای «احساسات مختلف» بوده، «اگر نمی تونم تو رو داشته باشم» بود که هر بار من برای خودم یا برای دوستان و خانواده می‌زدم آنها همیشه لبخند می‌زدند.

## پیشرفت
مندز از طریق رسانه‌های اجتماعی خود در ۱ ماه مه اعلام کرد که آهنگی منتشر می‌کند. او یک لینک به وب سایت تبلیغاتی canthaveyou.com، که به فروشگاه اینترنتی خود هدایت می‌شد، را به اشتراک گذاشته و تنها یک وینیل ۷ اینچی را ارائه داد و نوار کاست و CD تک، با هر فرمت موجود در سه نسخه با یک یادداشت صوتی منحصر به فرد از مندز همراه بود.
او این آهنگ را برای اولین بار در شنبه شب در ۴ مه ۲۰۱۹ اجرا کرد.

## عملکرد تجاری
«اگر نمی تونم تو رو داشته باشم» در شماره ۲ در۱۰۰ آهنگ برتر بیلبورد ایالات متحده، پشت آهنگ «راه شهر قدیمی شهر» از Lil Nas X قرار گرفت. این بالاترین آمار در این کشور برای مندز است. با این آهنگ تنها در هفته اول جز ۱۰ آهنگ برتر بود و بعد از لیست خارج شد.

## موزیک ویدئو
موزیک ویدئو در تاریخ ۳ مه ۲۰۱۹ از طریق کانال VEVO رسمی خواننده در یوتیوب منتشر شد. ویدیو ترانه این آهنگ نیز در تاریخ ۶ مه ۲۰۱۹ منتشر شد.

## لیست آهنگ
| شماره | نام                                               | مدت  |
| ----- | ------------------------------------------------- | ---- |
| ۱.    | «اگه نمیتونم تو رو داشته باشم»                    | ۳:۱۲ |
| ۲.    | «اگه نمیتونم تو رو داشته باشم» (نسخه توسعه یافته) | nil  |

هر نسخه از ۷ اینچ، کاست و CD تک شامل یکی از سه یادداشت صوتی از مندز است.

## نمودار
| نمودار ۲۰۱۹ | موقعیت بالا |
| استرالیا    | ۴           |
| اتریش       | ۴           |
| بلژیک       | ۱۴          |
| بلژیک       | ۱۱          |
| کانادا      | ۲           |
| جمهوری چک   | ۲           |
| دانمارک     | ۵           |
| فنلاند      | ۱۳          |
| فرانسه      | ۱۰۹         |
| آلمان       | ۱۴          |
| مجارستان    | ۱ و ۳       |
| ایرلند      | ۷           |
| ایتالیا     | ۳۱          |
| ژاپن        | ۲۷          |
| مالزی       | ۵           |